# Rassismus in Libyen
Rassismus ist in Libyen weit verbreitet und wird meist von der arabischen gegen die schwarzafrikanische Bevölkerung ausgeübt.

## Verbreitung
In der arabischen Bevölkerung in Nordafrika sind rassistische Ansichten gegenüber schwarzhäutigen Afrikanern südlich der Sahara weit verbreitet. Die Vertreter sehen Araber mit heller Hautfarbe, die den Islam eingeführt haben und häufig auch phönizische Abstammung haben, als überlegen gegenüber Schwarzafrikanern und Berbern an. Die New York Times schrieb, Libyen habe eine „lange Geschichte rassistischer Gewalt“.
Der Rassismus richtet sich meist gegen einheimische Minderheiten (Tebu, Amazigh, Tuareg), Migranten oder Flüchtlinge aus dem subsaharischen Afrika. Dazu kommt der weit verbreitete Antisemitismus, der jedoch meist religiös-politisch begründet ist.
Seit der starken Migration aus vielen afrikanischen Ländern hat die rassistische Gewalt zugenommen. Viele Arbeitsmigranten werden stark ausgebeutet, es kommt zu Übergriffen auf Flüchtlingsunterkünfte und die Migranten werden diskriminiert, mit dem Ziel, dass sie Libyen verlassen und nach Europa weiterfahren. Laut Human Rights Watch spiegeln die Vorfälle gegen Migranten und Flüchtlinge „einen tiefsitzenden Rassismus und eine antiafrikanische Stimmung in der libyschen Gesellschaft“.

## Geschichte
Durch die Sahara wurden Schwarzafrikaner und die semitischen bzw. hamitischen Völker in Nordafrika, die meist eine hellerer Hautfarbe haben, getrennt, sodass sie verschiedene kulturelle Wege gingen. Schon in der Antike, jedoch insbesondere seit der arabischen Expansion im 8. Jahrhundert, wurden Schwarzafrikaner versklavt und aufgrund ihrer heidnischen Religion diskriminiert und getötet. Dementsprechend bildete sich ein Überlegenheitsgefühl der nordafrikanischen Bevölkerung gegenüber den Schwarzafrikanern.
Durch den Kolonialismus und pseudowissenschaftliche Rassentheorien aus Europa hat sich bei libyschen Nationalisten neben dem kulturell-religiösen Überlegenheitsgefühl auch ein biologisches Überlegenheitsgefühl gebildet.
Trotz einer gesetzlichen Aufhebung der Sklaverei existiert weiterhin Menschenhandel und Zwangsarbeit mit afrikanischen Migranten.
Im libyschen Bürgerkrieg spielte der Rassismus auch eine Rolle. Die Auseinandersetzungen zwischen der Stadt Misrata und der mehrheitlich schwarzen Stadt Tawergha hatten einige rassistische Untertöne. Auf der Straße zwischen Misrata und Tawregha wurden Rebellenparolen wie „Brigade zur Säuberung von Sklaven schwarze Hautfarbe“ geschmiert.